# Port-Brillet
Port-Brillet – miejscowość i gmina we Francji, w regionie Kraj Loary, w departamencie Mayenne.
Według danych na rok 1990 gminę zamieszkiwały 1 813 osoby, a gęstość zaludnienia wynosiła 224 osoby/km² (wśród 1504 gmin Kraju Loary Port-Brillet plasuje się na 330. miejscu pod względem liczby ludności, natomiast pod względem powierzchni na miejscu 1082.).